# Таюрский, Андрей Иванович
Андрей Иванович Таюрский (28 ноября 1900, Таюра, Иркутская губерния — 23 февраля 1942, Куйбышев) — лётчик-истребитель, генерал-майор авиации (4.06.1940), заместитель командующего Военно-воздушными силами Западного Особого военного округа в начале Великой Отечественной войны. После самоубийства генерал-майора авиации Героя Советского Союза И. И. Копца возглавил ВВС Западного фронта, на него легла вся тяжесть первых боёв в Белоруссии и ответственность за разгром авиации Западного фронта в первые дни войны.

## Биография
Русский, родился 28 ноября 1900 года (указываются также 1900 или 1901 годы) в глухой тайге, в селе Таюра (ныне — в Усть-Кутском районе Иркутской области) в семье крестьянина.

### Военная служба
- В 1919 году мобилизован в армию Колчака. После разгрома белогвардейцев — на военной службе в РККА;
- 1920 — курсант курсов комсостава РККА;
- 1920—1922 — на командных и штабных должностях;
- 1922—1923 — командир батальона;
- 1923—1926 — курсант 1-й военной школы летчиков, член ВКП(б) с 1926 года[4];
- 1926—1927 — младший лётчик;
- 1927—1929 — инструктор-лётчик 2-й военной школы летчиков Красного воздушного флота в Борисоглебске;
- 1929—1931 — командир звена, командир корабля, командир отряда;
- 1931—1934 — помощник командира авиаэскадрильи;
- 1934—1936 — слушатель Военно-воздушной академии;
- 1936—1940 — командир тяжелобомбардировочной авиаэскадрильи, тяжелобомбардировочной авиабригады;
- С 20 февраля 1940 года — полковник, командир 72-го смешанного авиационного полка; 4 июня 1940 года был аттестован на звание генерал-майора авиации.
- с 8 августа 1940 года — командир 26-й авиационной дивизии.
- В 1941 году назначен на должность заместителя командующего ВВС ЗОВО. После самоубийства генерал-майора И. И. Копца сменил его в должности[5]. Пробыл в качестве командующего ВВС Западного фронта совсем недолго и 8 июля 1941 года был арестован[6].

### Расстрел
Находясь под следствием, признал, что в руководстве ВВС Западного фронта проявил бездеятельность, в результате которой вверенные ему войска понесли большие потери в людях и материальной части.
13 февраля 1942 года постановлением Особого совещания при НКВД СССР приговорён к высшей мере наказания.
Расстрелян 23 февраля 1942 года вместе со многими другими военачальниками, в том числе Е. С. Птухиным, П. И. Пумпуром, А. П. Ионовым, Н. А. Ласкиным.
В г. Куйбышеве (Самаре) на месте расстрельного участка НКВД, где похоронен А. И. Таюрский, разбит Детский парк имени Ю. А. Гагарина.

### Реабилитация
Реабилитирован в 1958 году (посмертно). Приговор был отменён по вновь открывшимся обстоятельствам и дело было прекращено за отсутствием состава преступления.

## Награды
- Орден Ленина (19.05.1940)
- Орден Красной Звезды (17.05.1934)